# Саттон, Шуг
Алесия Каори «Шуг» Саттон (англ. Alecia Kaorie "Sug" Sutton; род. 17 декабря 1998 в Сент-Луисе, Миссури, США) — американская профессиональная баскетболистка, выступавшая в женской национальной баскетбольной ассоциации в команде «Вашингтон Мистикс», которой она была выбрана на драфте ВНБА 2020 года в третьем раунде под общим тридцать шестым номером. Играет на позиции разыгрывающего защитника. В настоящее время также выступает за турецкую команду «ОГМ Орманспор».

## Ранние годы
Алесия Саттон родилась 17 декабря 1998 года в городе Сент-Луис (штат Миссури) в семье Ларри Саттона и Тонетты Мур, а училась там же в средней школе Паркуэй-Норт, в которой выступала за местную баскетбольную команду.